# 김사라 (미스코리아)
김사라(1988년 7월 7일 ~ )는 대한민국의 2012년 미스코리아 선(善)이다.

## 프로필
- 출생: 1988년 7월 7일
- 신체: 174.9cm, 56.3kg, 34-25-35
- 학력: 한국예술종합학교 무용원 실기과
- 수상: 2012년 미스코리아 선(善), 2012년 미스코리아 서울 선(善)
- 취미: 바이올린, 수영
- 특기: 무용

## 학력
- 경북여자고등학교 (졸업)
- 한국예술종합학교 무용원 실기과 현대무용 전문학사 (졸업)